# Nightingale (fartyg)
Nightingale var ett extremt klipperskepp byggt 1851 i Portsmouth i New Hampshire. Hon gjorde flera rekordresor på Fjärran Östern och runt Kap Horn till San Francisco. Därefter såldes Nightingale till Rio de Janeiro och blev ett slavskepp.
1861 stoppades fartyget utanför Kabinda i Angola, och samma år konfiskerades hon av USA:s flotta. Efter femton år under amerikansk flagg såldes Nightingale till en redare i Sydnorge. Hon byggdes om till fullriggare och gick på timmertraden över Nordatlanten till 1893.
På en resa till Halifax övergavs hon, efter att ha skadats under en storm. Besättningen reste vidare med ett annat fartyg.

## Fartyget
Skeppet var ett av 28 klipperskepp som byggdes vid floden Piscataqua av skeppsbyggmästare Samuel Hanscom. Kölen påbörjades i januari 1851. Från början skulle fartyget döpas till Sarah Cowles, men efter Jenny Linds turné i USA från hösten 1850 ändrades namnet till Nightingale (efter den "svenska näktergalen").
Målet för jungfruresan var Världsutställningen i London och att visa upp den överlägsna amerikanska skeppsbyggnadskonsten. Men Nightingale kunde inte avsegla från Boston förrän den 18 oktober med destination Sydney. Ombord var fullt av passagerare som brann av guldfeber. Nightingale förtöjde i Sydney den 20 januari efter 93 dygn.

## Historia

### Tekappsegling
År 1849 upphörde Englands monopol på sjötransporter från Kina. Te lastades på klipperskepp och de första fartygen som levererade lasten i London fick mest betalt.
I början av 1852 seglade Nightingale från Australien till Shanghai för att lasta te till London. En tävling mellan fyra amerikanska och tre engelska klipperskepp arrangerades. Det amerikanska skeppet Witch of the Wave vann med 90 dygn från Kanton och Nightingale behövde 110 dygn från Shanghai, som dock var en längre sträcka. Nightingales ägare, Samson & Tappan utsåg den 29-åriga Samuel Mather till ny kapten.
De följande åren gjorde Nightingale flera mycket snabba resor, bland annat Shanghai–London på 91 dygn och Shanghai–New York på 88 dygn.

### Australien
Chefen för Hydrographic Buraeu i Washington,  löjtnant Maury, hade studerat vindar och strömmar i Indiska oceanen och kommit fram att den snabbaste sjövägen till Melbourne gick söder om fyrtionde latituden, Roaring forties. År 1854 chartrades Nightingale av Roderick Cameron för post, passagerare och frakt till Melbourne. Den 20 maj seglade fartyget under kapten Mathers befäl från New York, med 125 passagerare och last. Man anlände i Hobson Bay efter 75 dygn, där tidigare rekord låg på 90 dygn. Guldrush rådde, en rush som nådde sin topp under 1850-talet. Från Melbourne gick hemresan via Kina med sidenvaror och te.
Dessa resor upprepades de kommande åren. 1859 seglade hon till San Francisco med 6 500 tunnor mjöl. Fyra dagar ut från Boston överraskades fartyget av en svår storm. Två man föll ner från stormasten; den ena slog ihjäl sig och den andra försvann i havet. Året därpå såldes Nightingale till en affärsman i Salem, Massachusetts, som sände fartyget till Rio de Janeiro.

### Slavskepp

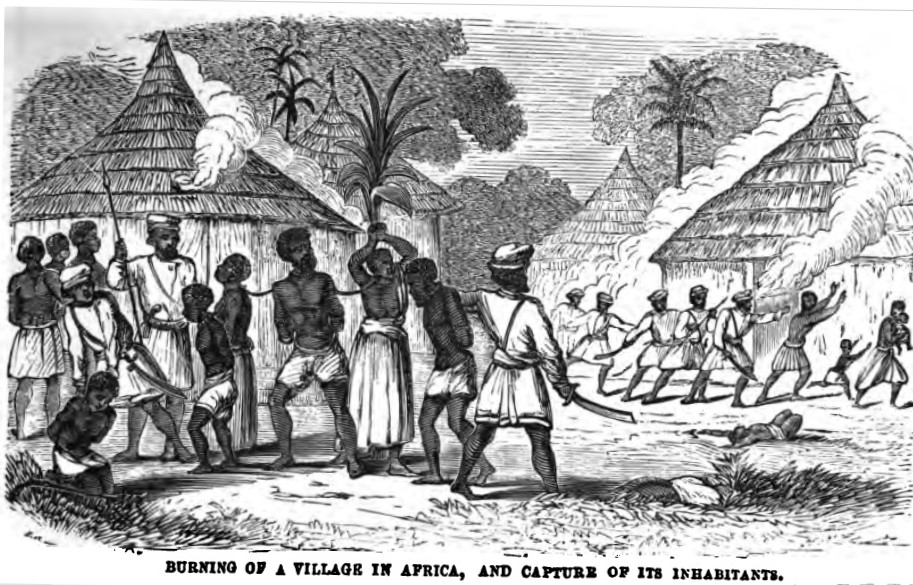
Infångande av afrikaner, 1859.

Den 16 juni 1861 skriver New York Times:
| ”                                        | Fartyget Nightingale med niohundrafemtio negrer ombord har kapats av USS Saratoga | „ |
| – New York Times Archives, 16 juni 1861. |                                                                                   |   |

Nightingale kapades av USS Saratoga utanför Kabinda vid Kongoflodens mynning. 950 afrikanska slavar fanns ombord, ämnade att säljas i Havanna. En kaparbesättning sattes ombord på Nightingale och förde fartyget till Liberia. I Monrovia lämnades 801 afrikaner, sedan 149 hade dött av sjukdomar och umbäranden på vägen, vid sidan av tre amerikanska besättningsmän.
Fartyget lade till i New Yorks hamn den 15 juni, och efter några dagar auktionerades hon ut. USA:s flotta köpte henne för 13 000 dollar.

### Åter under amerikansk flagg
Det amerikanska inbördeskriget hade inletts samma vår. Nightingales första uppdrag blev att förse Nordstaternas flottbas Key West med kol som bränsle för de nya ångfartygen. Den 18 augusti 1861 hissade kapten David B. Horne sitt befälstecken och seglade söderut till Hampton Roads och vidare till Key West. Sydstaterna byggde successivt upp en flotta i Mississippifloden. Den 12 oktober ägde ett sjöslag rum vid Head of Passes i flodens delta. Nordstaterna gick upp i floden med fartygen USS Richmond, Preble, Vincennes, Water Witch och Nightingale. Sydstaterna försvarade floden med CSS Calhoun, Manassas, Jackson och flera pråmar. Manassas rammade Richmond och Nightingale gick på grund. Sydstaterna utnyttjade inte sin framgång och Richmond kunde repareras, medan Nightingale kunde dras flott efter att ha lämpat kolförrådet överbord.
Efter kriget sålde flottan ut överflödiga fartyg, och Nightingale köptes av Western Union Telegraph Company i San Francisco. Hon deltog i en expedition i British Columbia och Alaska för att undersöka möjligheterna att knyta ihop USA:s och Europas telefon- och telegrafnät över Berings sund till Ryssland. 1876 seglade Nightingale till New York och såldes till norska sjökaptenen S. P. Olsen för 15 000 dollar.

### Under norsk flagg
Nightingale fick hemmahamn på Kragerø i Sydnorge och användes på timmertraden mellan Europa och Kanada. 1885–86 renoverades hon och riggades om till ett barkskepp. Däckshuset lyftes i land, lastluckor förstorades för att underlätta lastning av timmer och galjonsbilden demonterades.
Den 17 april 1893 råkade Nightingale ut för svår storm på resa från Liverpool till Halifax. Kapten Ingebretsen och besättningen tvingades överge fartyget, som skadats svårt. De räddades därefter av ett förbipasserande fartyg.

## Eftermäle

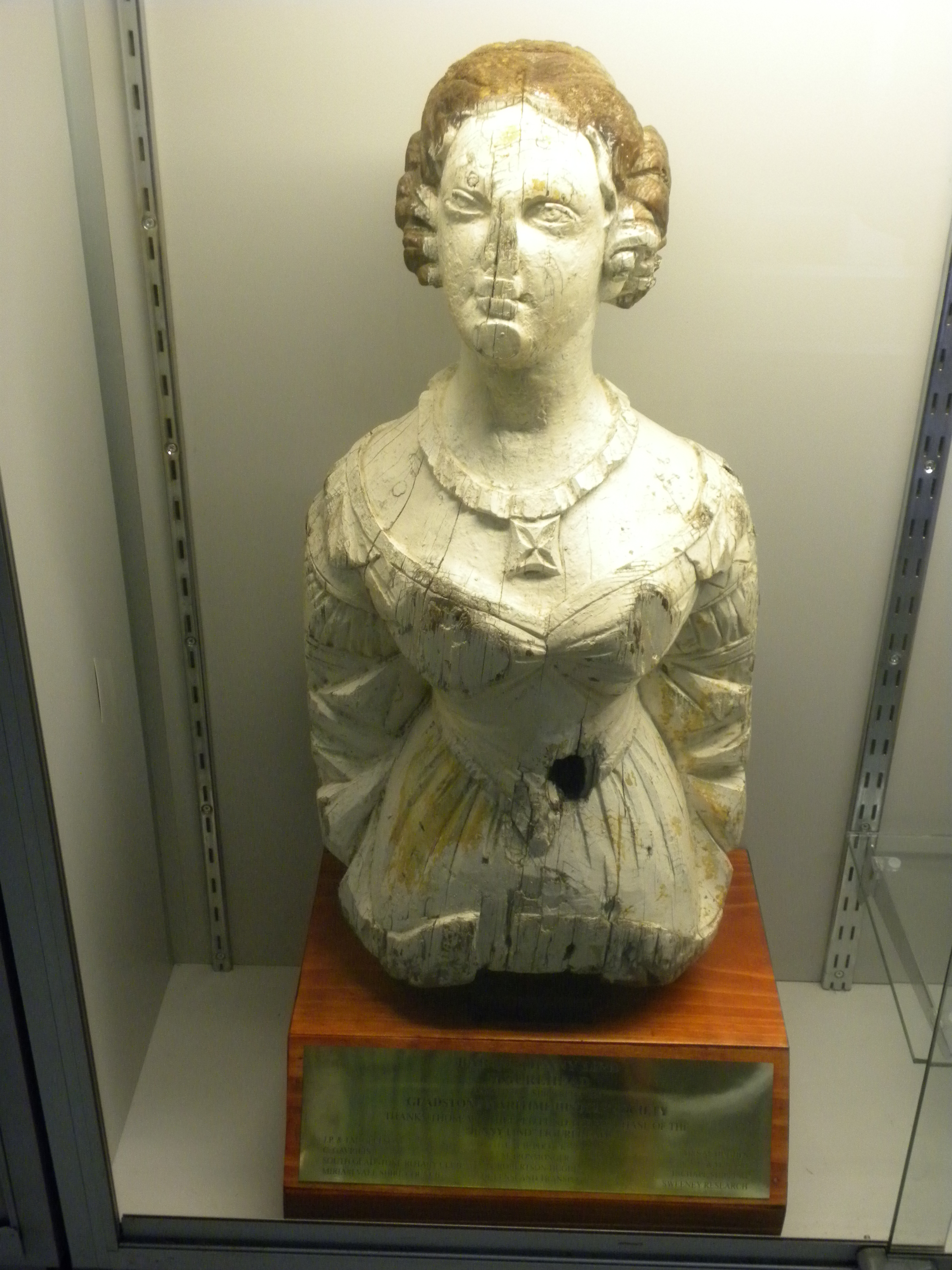
Galjonsfiguren från Nightingale.

### Galjonsfiguren
Galjonsfiguren snidades av skulptören John W. Mason och monterades under utrustning av fartyget i East Boston.
Hundra år efter att Nightingale försvunnit på Nordatlanten upptäcktes en galjonsfigur föreställande Jenny Lind på en gård utanför Alingsås i Sverige. Den hade använts som fågelskrämma och sedan hamnat i ett förråd och glömts bort. Galjonsfiguren kom från Kragerø, där fartyget hade renoverats. Arbetare från Bohuslän hade deltagit i renoveringsarbetet, och någon kan ha tagit med figuren på båt från Kragerø till Göteborg.

### Nightingalei kulturen
År 1996 gav Benin ut en serie frimärken med fågelmotiv samt ett frimärke med klipperskeppet Nightingale.